# L'or se barre
Pour les articles homonymes, voir The Italian Job.
Pour plus de détails, voir Fiche technique et Distribution.
L'or se barre (The Italian Job) est un film britannique réalisé par Peter Collinson, sorti en 1969.

## Synopsis
Un voleur anglais se fait assassiner par la mafia italienne alors qu'il est en train de préparer un coup : voler l'argent lors d'un transport de fonds qui part de l'aéroport de Turin en Italie. Une vidéo qu'il a tournée peu avant, dans laquelle il explique le coup, parvient alors à Charlie Croker. Le butin est estimé à quatre millions.
Charlie, récemment libéré de prison, demande la coopération de John Bridger, un riche et influent voleur alors en prison. Bridger accepte, et Charlie prépare le coup avec une équipe. Ils se rendent en Italie, où ils créent un embouteillage pour ralentir le convoi chargé de lingots d'or. Ils déplacent l'or dans trois Mini. Au terme d'une longue poursuite, ils sèment la police et, une fois sur l'autoroute, les voitures rentrent dans un car aménagé et l'or est sorti.
Sur la route de montagne qui les mène vers la Suisse, ils éjectent les voitures du car dans des précipices et fêtent la réussite. Mais la conduite imprudente du chauffeur fait sortir le car de la route, qui se retrouve en équilibre instable au-dessus d'un précipice. Ils se retrouvent bloqués, incapables de récupérer l'or sans faire choir le véhicule.

## Fiche technique
- Titre original : The Italian Job
- Titre français : L'or se barre

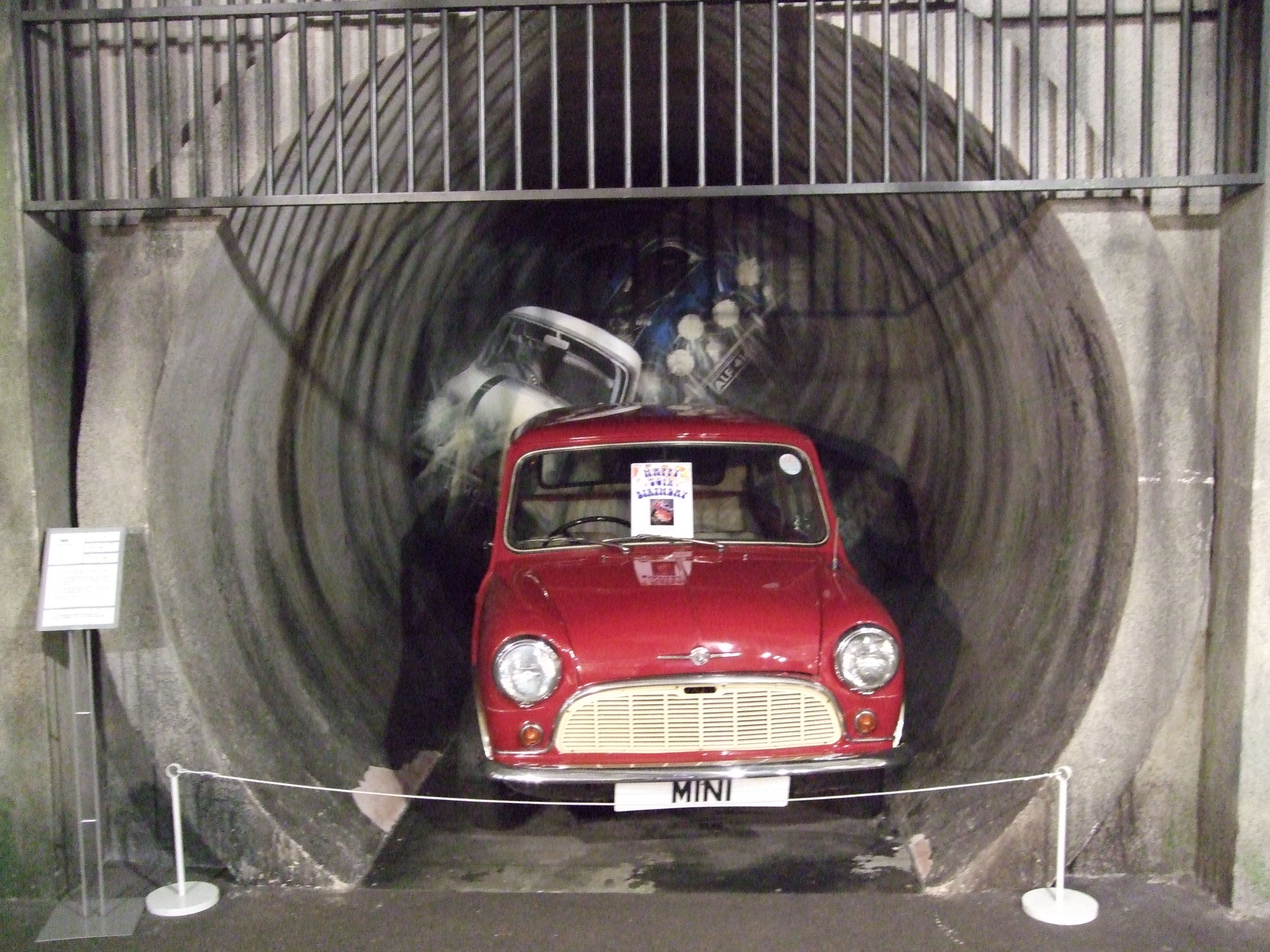
Une des Mini du film

- Réalisation : Peter Collinson, assisté de John Glen  (non crédité)
- Scénario : Troy Kennedy-Martin
- Musique : Quincy Jones
- Directeur de la photographie : Douglas Slocombe
- Coordinateur des combats et des cascades : Claude Carliez et son équipe
- Producteur : Michael Deeley
- Société de production : Oakhurst Productions (en)
- Distribution : Paramount Pictures (États-Unis)
- Pays de production : Royaume-Uni
- Langues originales : anglais, italien
- Format : couleur (Eastmancolor) – 35 mm – 2,35:1 – mono Panavision
- Genre : Action, comédie et thriller
- Durée : 99 minutes
- Dates de sortie : 
  - Royaume-Uni : 2 juin 1969
  - États-Unis : 3 septembre 1969

## Distribution
- Michael Caine (VF : Michel Roux) : Charlie Croker
- Noel Coward (VF : Jean-Roger Caussimon) : John Bridger
- Benny Hill (VF : Antoine Marin) : Simon Peach
- Tony Beckley (VF : Michel Gudin) : Freddie
- Maggie Blye (VF : Nelly Vignon) : Lorna
- Raf Vallone (VF : Jacques Beauchey) : Altabani
- Rossano Brazzi (VF : Jean Michaud) : Beckerman
- Robert Powell : Jaune
- Irene Handl (VF : Henriette Marion) : miss Peach
- John Le Mesurier (VF : Roger Tréville) : le gouverneur
- Fred Emney (VF : Paul Bonifas) : Birkinshaw
- John Clive (VF : Albert Augier) : le directeur du garage
- Graham Payn (VF : Maurice Dorléac) : Keats
- Stanley Caine : Coco
- Harry Baird (VF : Med Hondo) : Big William
- George Innes (VF : Georges Atlas) : Bill Bailey
- Renato Romano (VF : Albert Médina) : Cosca
- Franco Novelli (VF : Jean Berton) : le chauffeur d'Altabani
- David Kelly (VF : René Bériard) : le prêtre
- Lana Gatto (VF : Monique Morisi) : madame Cosca
- John Morris (VF : Georges Atlas) : le directeur de la prison
- Simon Dee (VF : Jacques Ciron) : le chemisier
- Lelia Goldoni : Mme Beckerman

## Bande originale
La musique du film est composée par Quincy Jones.
Liste des titres
1. On Days Like These (Don Black, Quincy Jones) – 3:40 (interprété par Matt Monro)
2. Something's Cookin' – 2:30
3. Hello Mrs. Beckerman! – 1:02
4. Britannia and Mr. Bridger / If You Please – 2:00
5. Trouble for Charlie – 1:47
6. On Days Like These – 3:09
7. It's Caper Time (The Self Preservation Society) – 3:13
8. Meanwhile, Back In the Mafia – 1:23
9. Smell That Gold! – 1:32
10. Greensleeves and All That Jazz (traditionnel; arrangé par Quincy Jones) – 2:06
11. On Days Like These – 1:14
12. Getta Bloomin' Move On! (The Self Preservation Society) (Black, Jones) – 3:56

## Autour du film
- Au début du projet, Robert Evans, le président de Paramount à l'époque, voulait engager Peter Yates, le réalisateur de  Bullitt, pour la mise en scène et Robert Redford pour le rôle de Charlie Crocker. Bien que séduit par l'idée, Michael Deeley, le producteur du film, s'y opposa et engagea Peter Collinson pour la réalisation et Michael Caine pour le rôle de Charlie Crocker.
- Au départ, le professeur Peach (Benny Hill), devait être un homme passionné de trains électriques et, pour le convaincre de faire le casse, Charlie Crocker et Freddie lui offrent un magnifique train électrique. Mais le producteur convainc Troy Kennedy-Martin, le scénariste, de faire du professeur un homme aimant les femmes fortes.
- L'or se barre est le dernier film de Noël Coward.
- Plusieurs séquences de la poursuite en voiture ont été reprises dans l'épisode 3 de la saison 1 de la série MacGyver intitulé La Voleuse de Budapest.
- Un remake américain réalisé par F. Gary Gray, intitulé Braquage à l'italienne, est sorti en 2003.
- Une adaptation en jeu vidéo est sortie en 2001, intitulé The Italian Job.
- Les cascades automobiles ont été réglées et exécutées par Rémy Julienne, le succès du film lui ouvrant les portes de la célébrité mondiale.
- La course-poursuite entre les trois Austin Mini Cooper — bleue, blanche et rouge, aux couleurs du drapeau britannique — et la police, passe par différents lieux de la ville de Turin dans un cheminement invraisemblable, et tant pis pour la logique ! Pour la scène du casse : le Palazzo Carignano (la porte que la police enfonce avec un camion porte-voitures), puis l’église Gran Madre di Dio, qui voit les Minis dévaler ses escaliers en pleine procession religieuse. La fuite effrénée se poursuit par l’intérieur du Palais Madame, dans les galeries commerçantes Subalpina et San Federico, la Piazza San Carlo qui se retrouve bloquée par un embouteillage géant, le toit du "Palavela", le "Lingotto" (toit de l'usine Fiat), le Pont Vittorio Emanuele I, et le long duquel les Minis circulent dans l’eau depuis les égouts de la ville.
- La légende dit que lorsque la municipalité de Turin aurait refusé de fermer les rues pour le tournage, la mafia locale aurait beaucoup aidé en bloquant le trafic lors de l’embouteillage en plein centre-ville, ridiculisant ainsi la poursuite de la police turinoise !